# Gertrud som dyrepasser
Gertrud som dyrepasser er en dansk børnefilm fra 1985 med instruktion og manuskript af Leif Larsen.

## Handling
Kænguruen Gertrud hjælper dyrepasseren og direktøren i den zoologiske have. De to mænd må gå i seng, den ene er forkølet, den anden bliver stresset af for meget arbejde.